# Mad Max (datorspel, 2015)
Mad Max är ett actionäventyrsspel utvecklat av Avalanche Studios och utgivet av Warner Bros Interactive Entertainment till Microsoft Windows, Playstation 4 och Xbox One den 4 september 2015.  Spelet är baserad på Mad Max-filmerna skapade av George Miller och Byron Kennedy.

## Röstskådespelare
- Bren Foster - Max Rockatansky
- Travis Willingham - Scabrous Scrotus
- Jason Spisak - Chumbucket
- Josh Keaton - Jeet
- Liam O'Brien - Gut Gash
- Adrienne Barbeau - Pink Eye
- Crispin Freeman - Stank Gum
- Courtenay Taylor - Hope
- Fred Tatasciore - Immortan Joe
- Orion Acaba - Scab
- JB Blanc - Top Dog
- Madison Carlon - Glory
- David de Lautour - Crow Dazzle
- Robin Atkin Downes - Deep Friah
- Nika Futterman - Tenderloin
- Lucien Dodge - Buzzard